# Cerodontha montanoides
Cerodontha montanoides este o specie de muște din genul Cerodontha, familia Agromyzidae, descrisă de Spencer în anul 1981.
Este endemică în California. Conform Catalogue of Life specia Cerodontha montanoides nu are subspecii cunoscute.